# Copa de Clubes de la CECAFA 1981
La Copa de Clubes de la CECAFA 1981 fue la octava edición de este torneo de fútbol a nivel de clubes de África organizado por la CECAFA y que contó con la participación de 7 equipos representantes de África Central y África Oriental, un equipo menos que en la edición anterior.
El campeón defensor Gor Mahia venció al Simba SC de Tanzania en la final disputada en Nairobi, Kenia para retener el título y ser campeón por cuarta ocasión.

## Fase de grupos

### Grupo A
| Limble Leaf Wanderers | 3-1 | Kabwe Warriors FC     |
| AFC Leopards          | 0-0 | Limble Leaf Wanderers |
| Kabwe Warriors FC     | 3-1 | AFC Leopards          |

| Club                  | G | E | P | GF | GC | Pts |
| --------------------- | - | - | - | -- | -- | --- |
| Limble Leaf Wanderers | 1 | 1 | 0 | 3  | 1  | 3   |
| Kabwe Warriors FC     | 1 | 0 | 1 | 4  | 4  | 2   |
| AFC Leopards          | 0 | 1 | 1 | 1  | 3  | 1   |

### Grupo B
| KMKM            | 0-2 | Gor Mahia       |
| Simba SC        | 1-0 | Kenya Breweries |
| Gor Mahia       | 2-0 | Kenya Breweries |
| Simba SC        | 0-0 | KMKM            |
| Gor Mahia       | 0-0 | Simba SC        |
| Kenya Breweries | 1-0 | KMKM            |

| Club            | G | E | P | GF | GC | Pts |
| --------------- | - | - | - | -- | -- | --- |
| Gor Mahia       | 2 | 1 | 0 | 4  | 0  | 5   |
| Simba SC        | 1 | 2 | 0 | 1  | 0  | 4   |
| Kenya Breweries | 1 | 0 | 2 | 1  | 3  | 2   |
| KMKM            | 0 | 1 | 2 | 0  | 3  | 1   |

## Semifinales
| Equipo 1             | Resultado | Equipo 2          |
| -------------------- | --------- | ----------------- |
| Limbe Leaf Wanderers | 0-21      | Simba SC          |
| Gor Mahia            | 2-1       | Kabwe Warriors FC |

1- Originalmente quedó 1-0 a favor del Wanderers, pero fueron descalificados.

## Tercer lugar
| Equipo 1             | Resultado | Equipo 2          |
| -------------------- | --------- | ----------------- |
| Limbe Leaf Wanderers | 2-0       | Kabwe Warriors FC |

## Final
| Equipo 1 | Resultado | Equipo 2  |
| -------- | --------- | --------- |
| Simba SC | 0-1       | Gor Mahia |

## Campeón
| Copa de Clubes de la CECAFA 1981 |
| -------------------------------- |
| Bandera de Kenia                 |
| Gor Mahia 4º Título              |